# Šerlok Jak
Šerlok Jak je francuska dečija animirana serija iz 2011. godine. Rađena je po knjigama alžirske autorke Mičel Amelin, a ilustrovana od strane Rut Kristel. U Srbiji, Crnoj Gori, Bosni i Hercegovini i Makedoniji se prikazivala na Minimaks TV, sinhronizovana na srpski jezik. Sinhronizaciju je radio studio Studio.

## Radnja
Šerlok Jak je menadžer i detektiv zoološkog vrta. Sve zločine istražuje zajedno sa svojom pomoćnicom Hermionom. Uz njenu pomoć pronalazi tragove i dokaze koji im pomažu u otkrivanju koji od osumnjičenih životinja je u stvari krivac.

## Spisak epizoda
Serija uključuje 52 epizode u trajanju od 13 minuta.

## Likovi i uloge
| Ime lika             | Glumac |
| -------------------- | ------ |
| Šerlok Jak           |        |
| Hermiona             |        |
| Pravedno Pero        |        |
| Doktor               |        |
| gospođa Tvorka       |        |
| gospođa Kornjača     |        |
| gospođa Pingvin      |        |
| Roda                 |        |
| Babet                |        |
| gospođica Morska     |        |
| gospođica Pustinjska |        |
| Hobotnica            |        |
| Noja                 |        |
| Morski prasići       |        |
| Gorila               |        |
| Kengur               |        |

## Spoljašnje veze
- Šerlok Jak na sajtu IMDb.